# Bankfiskeskonare

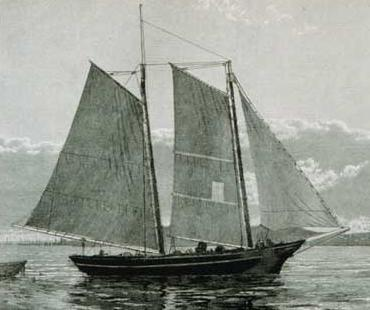
Tvåmastad fiskeskonare

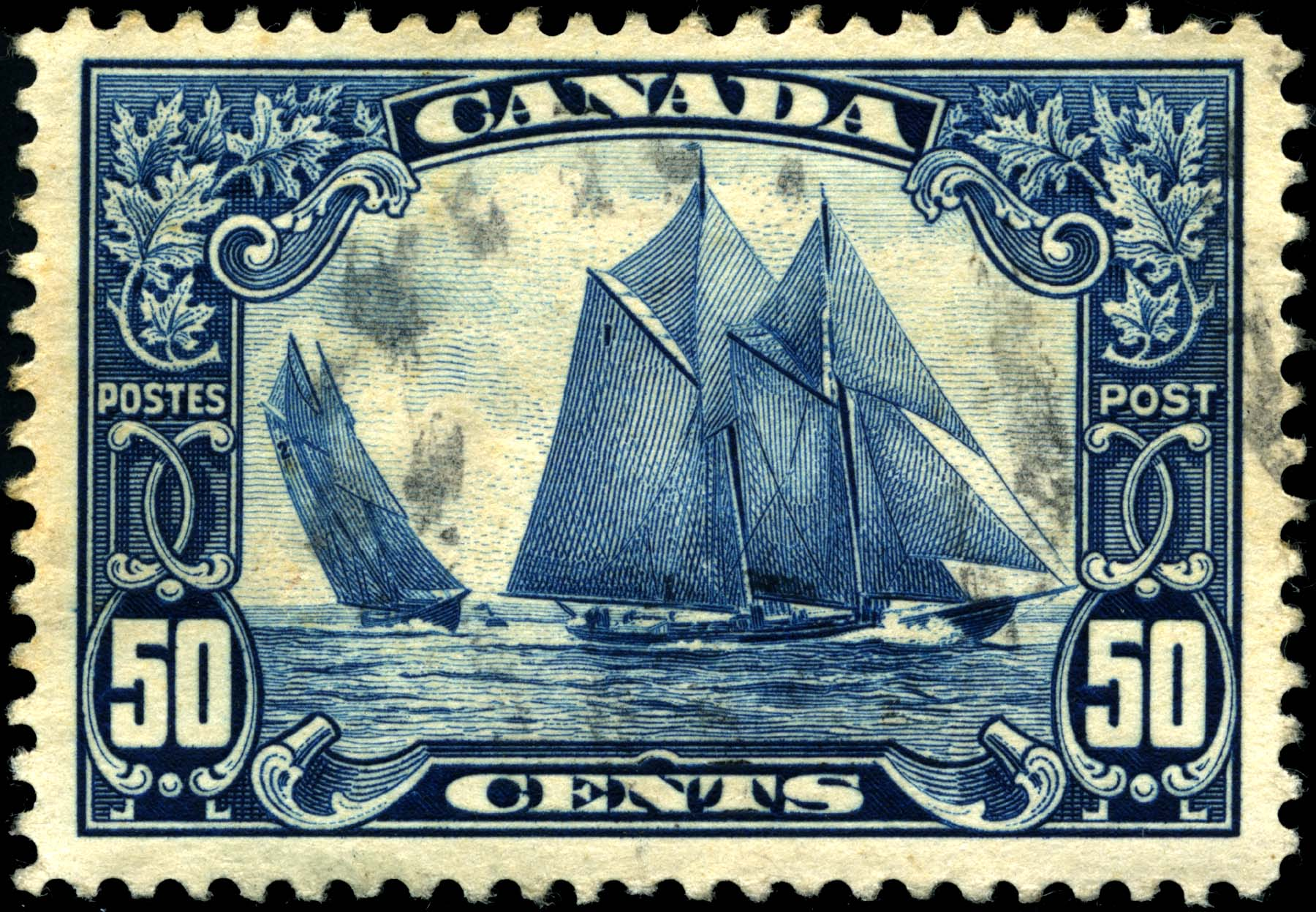
Bluenose på frimärke 1929

Bankfiskeskonare är en typ av bankfiskefartyg, som år 1847 introducerades på Newfoundlands fiskebankar. Den utmärkte sig för sin lätthanterlighet och goda seglingsegenskaper, och bildade skola för kommande konstruktioner.
Den ingick i en klass av träbyggda fartyg, skonare, med kännemärken som relativt liten storlek, snabbhet, smidighet och sjösäkerhet. Den var under lång tid grunden för både kustnära fiske och bankfiske.
Ett av de mera kända exemplaren av fartygstypen var den kanadensiska fiske- och racingskonaren Bluenose, hemmahörande i Nova Scotia och byggd 1921. Hon blev en provinciell symbol för Nova Scotia och en viktig symbol för Kanada under 1930-talet. Namnet "Bluenose" kan härledas som ett smeknamn på Nova Scotias invånare under 1700-talet.

### Allmänna källor
- Bra Böckers lexikon, 1973
- https://web.archive.org/web/20120814003004/http://gov.ns.ca/nsarm/virtual/schooners/